# TudásPresszó
A TudásPresszó egy 2009 óta működő ismeretterjesztő programsorozat és műsor, mely egyes televíziócsatornákon és a YouTube-on tekinthető meg.
A TudásPresszó a nemzetközi science cafe mozgalom első magyarországi megvalósítása, Fábri György tudományos "talk-showja". Félszáz tudós, izgalmas témák, közel egymillió néző. A "talk-show" 2009-ben, tudománykommunikációs céllal jött létre. Olyan médiaformátumot próbáltak teremteni, mellyel viszonylag nagy közönséget lehet elérni, de a tudományos hitelességet is tartani tudják, mindezt magyar tudósok és a magyar tudomány eredményeivel. Tudós sztárokat mutat be, párbeszédre hívja a tudomány és a civil szféra képviselőit, hogy a tudományvizualizáció eszközeinek alkalmazásával még izgalmasabbá és a televíziós rögzítés révén széles körben hozzáférhetővé tegye a tudományt.